# آنا شيلتون
آنا شيلتون (بالإنجليزية: Anna Shelton)‏ هي سيدة أعمال أمريكية، ولدت في 20 أغسطس 1861 في فورت وورث في الولايات المتحدة، وتوفي بنفس المكان في 28 أغسطس 1939.